# Drama coreano
Il drama coreano o K-drama, chiamato semplicemente "drama" (드라마?, deuramaLR) in lingua originale, è una fiction televisiva sudcoreana.
Storicamente, la comparsa dei drama coreani è stata influenzata dalle soap opera giapponesi degli Anni Cinquanta, ed essi sono diventati una parte essenziale del panorama televisivo locale nonostante la dittatura militare dell'epoca e le restrizioni da essa imposte. Nel periodo della crisi finanziaria asiatica hanno raggiunto la popolarità in Asia grazie alle loro caratteristiche di trama e formato, ma anche al basso costo rispetto alle produzioni televisive giapponesi e hongkonghesi, diventando il punto di partenza della diffusione della cultura coreana all'estero.

## Formato e caratteristiche
I drama coreani possono essere classificati in quotidiani (trasmessi in fascia mattutina o serale), sitcom, miniserie (trasmesse solitamente due volte alla settimana, in due giorni consecutivi) e drama del fine settimana (che includono serial TV e drama speciali). Si sviluppano solitamente in un'unica stagione a causa dell'insufficienza di attori, spesso impegnati anche nelle riprese di film e altre serie. Di frequente le seconde stagioni sono sequel o spin-off che conservano l'ambientazione, ma cambiano titoli e protagonisti: ne sono esempi il franchise Hakgyo (School), iniziato nel 1999 e proseguito con Hakgyo 2 (1999), Hakgyo 3 (2000), Hakgyo 4 (2001) e Hakgyo 2013 (2012-2013); Iris (2009) e Iris II: New Generation (2013); Dream High (2011) e Dream High 2 (2012). Il concetto di stagione televisiva intesa come continuazione degli eventi già raccontati conservando lo stesso cast è diventato popolare negli anni 2020 per ridurre i rischi derivanti dalla competizione con altri programmi affidandosi al fandom venutosi a creare con la trasmissione della stagione iniziale.
Nonostante la presenza nel nome della parola "drama" ("dramma" in inglese), i generi esplorati spaziano dalla commedia romantica al melodramma, dal period drama al thriller, dall'azione all'adolescenziale, dal medico/legale al fantasy/horror. Nella maggior parte dei casi, le trame ruotano intorno a una storia d'amore a prescindere dall'ambientazione, e pongono enfasi sulla famiglia e i rapporti umani, unendo i valori tradizionali confuciani al materialismo e all'individualismo provenienti dall'Occidente. Da metà anni 2010 hanno iniziato a trattare anche dei problemi della società coreana, come stigmatizzazione delle malattie mentali, disuguaglianza di genere, suicidio, classismo, bullismo, videocamere nascoste, corruzione, omofobia e razzismo.
I cosiddetti sageuk (사극?) sono incentrati su argomenti storici e drammatizzazioni romanzate della storia coreana. Posseggono generalmente trame molto elaborate, con numerosi costumi, linguaggio arcaico, intrighi politici, scenografie spettacolari ed effetti speciali. Componenti di rilievo sono le arti marziali e i combattimenti con la spada, l'equitazione ed altri sport. Nel 2003, con la trasmissione di Joseon yeohyeongsa damo, ha iniziato a prendere piede il sageuk fusion, con trame arricchite di elementi di fantasia, romanticismo, azione e fantascienza per attrarre il pubblico più giovane, distaccandosi dai sageuk tradizionali, più lunghi e fedeli sul piano della rappresentazione storica.
Sia i drama storici che quelli ambientati in epoca moderna sono caratterizzati da una sceneggiatura creata per tenere avvinti gli spettatori, anche se dipendono in larga misura sull'uso di figure archetipiche. I personaggi sono tendenzialmente idealizzati, e i protagonisti maschili descritti come belli, intelligenti, ricchi e alla ricerca del "vero amore", motivo che ha contribuito alla loro popolarità presso il pubblico femminile. Con la metafora makjang (막장?) ci si riferisce a tutti quei drama dalle storie esagerate ed estreme "che il pubblico ama guardare mentre impreca contro di essi". Pur essendo fortemente criticati, prosperano sulle reti televisive in difficoltà economiche perché ricevono molto sostegno dal pubblico più anziano.

## Storia

### Gli inizi (1960-1990)
In Corea la trasmissione radio, e di pari passo dei primi drama radiofonici, cominciò nel 1927 sotto il dominio del Giappone, con la maggior parte dei programmi in giapponese e il restante 30% in coreano. Dopo la Guerra di Corea e la divisione della penisola, i drama radiofonici riflessero l'umore della nazione, come Cheongsilhongsil (1954) che raccontò la storia di una donna rimasta vedova a causa del conflitto.
La televisione iniziò a trasmettere in Corea del Sud nel 1956, e nel 1961 venne lanciata la prima rete nazionale, la Korean Broadcasting System (KBS), che produsse la prima serie televisiva nel corso dell'anno successivo. Intanto anche la sua rivale commerciale Tongyang Broadcasting Company (TBC) si dedicò alla realizzazione di fiction. Il 1962 fu l'anno del primo sageuk, Gukto malli (국토만리?), diretto da Kim Jae-hyeong e ambientato nel periodo dei Tre regni.
Negli anni Settanta i televisori, prima disponibili in quantità limitate, si diffusero più capillarmente tra la popolazione, e i drama introdussero nelle loro storie eroi nazionali come Yi Sun-sin o Sejong il Grande. Il decennio successivo, oltre all'avvento della televisione a colori, vide le fiction concentrarsi sulla rappresentazione della vita contadina per evocare nostalgia nella popolazione urbana: la serie simbolo di quest'epoca fu Saranggwa yamang (Love and Ambition) della sceneggiatrice Kim Soo-hyun. Essa raggiunse uno share del 78%; come riportato dal Korea Times, "le strade si zittivano attorno all'orario in cui veniva trasmesso il drama mentre 'praticamente tutto il Paese' era a casa di fronte alla TV".
La televisione sudcoreana registrò il suo primo successo commerciale con il drama della MBC Yeomyeong-ui nundongja (Eyes of Dawn, 1991), ambientato nell'epoca turbolenta della Guerra di Corea. Sempre la MBC realizzò il primo "drama trendy", incentrato sullo stile di vita urbano, la moda e le giovani generazioni, con la miniserie del 1992 Jiltu (Jealousy), che segnò una svolta nelle tecniche di ripresa e l'inizio del genere commedia romantica tra i drama coreani; fu anche uno dei primi drama a essere trasmessi in Cina insieme a Yeomyeong-ui nundongja. L'apertura di una nuova rete privata, la Seoul Broadcasting System (SBS), diede nuova linfa alla gara per aggiudicarsi l'attenzione dei telespettatori, e l'emittente approfittò dell'allentamento della censura governativa per produrre Moraesigye (Sandglass, 1995), in cui apparve per la prima volta in un prodotto d'intrattenimento la ricostruzione del massacro di Gwangju. A fine decennio, il successo di Byeor-eun nae gaseum-e (Star in My Heart, 1997) in Cina portò alla coniazione del termine "hallyu" per descrivere la popolarità della cultura coreana all'estero.

### Diffusione internazionale (2000-oggi)
Lo sviluppo di Internet all'inizio del XXI secolo e la conseguente crescita delle piattaforme video online permise ai drama di essere guardati e condivisi al di fuori della Corea. Avendo raggiunto un pubblico internazionale, l'industria televisiva locale investì cifre consistenti per migliorare le proprie produzioni, girando le serie romantiche in location esotiche e puntando soprattutto sul genere emergente dei drama d'azione e avventura come Iris (2009) e Athena - Jeonjaeng-ui yeosin (2010). Anche le fiction in costume vennero rinnovate con l'ingresso nel nuovo millennio, dando vita ai "sageuk fusion" e creando serie di grande successo come Dae Jang-geum (2003-2004).
A metà anni 2010 le piattaforme internazionali di streaming s'interessarono ai drama coreani, rendendoli parte integrante del proprio catalogo. Netflix in particolare iniziò a investire in serie originali nel 2018, e l'espansione di Prime Video, Disney+, Apple TV+ e Paramount+ spinse ulteriormente la produzione di nuovi contenuti in lingua coreana, con investimenti crescenti. Grazie ai grandi budget offerti dalle case di produzione estere fu così possibile investire in generi più nuovi e sperimentali. Nel 2021 Squid Game fu il primo drama coreano a riscuotere successo in Occidente, diventando la serie più vista di sempre su Netflix.
Intanto, verso il finire del decennio l'invecchiamento del pubblico televisivo portò alla scomparsa dal piccolo schermo dei drama di ambientazione scolastica, che seguirono il loro giovane pubblico di riferimento spostandosi sui dispositivi mobili in forma di webserie di breve durata. Inoltre, alcuni drama come Nangman doctor Kim Sa-bu, Stranger e Voice godettero di abbastanza popolarità da essere rinnovati per una seconda stagione su richiesta del pubblico, e negli anni 2020 furono sempre di più le serie pensate già nella fase di pre-produzione per durare più stagioni.

## Produzione
I drama sono i programmi più presenti nei palinsesti delle emittenti sudcoreane, con quote anche del 50% (SBS, 2013). Secondo una ricerca condotta nel 2013 dal quotidiano The Hankyoreh, almeno il 75% di essi non veniva prodotto dalla rete televisiva che li avrebbe poi trasmessi, ma da compagnie esterne in forte competizione tra loro, infatti su 156 soltanto 34 avevano realizzato fiction che erano poi state effettivamente trasmesse nel corso del 2012. Il budget veniva suddiviso tra l'azienda produttrice e il canale, il quale copriva generalmente il 50% delle spese, o anche di più se nella fiction lavoravano sceneggiatori e attori famosi. I restanti costi erano finanziati dagli sponsor. La maggior parte del budget veniva spesa per pagare il cast, e poteva ammontare anche al 55-65% nel caso fossero stati scritturati dei nomi noti.
La Corea ha la tendenza a realizzare drama blockbuster, allocando anche 15 o 20 miliardi di won per produrre una serie. Nel 2013 si stimò che ciascuna puntata di una miniserie costasse almeno 250 milioni di won, cifra che aumentava nel caso di produzioni a tema storico. Nei tardi anni 2010, un drama-tipo costava 700 milioni di won a episodio, mentre uno in costume arrivava anche a 950 milioni.
Ciascun drama ha una propria colonna sonora formata da brani originali creati appositamente e raccolti in album specifici, una moda iniziata negli anni Novanta quando i produttori sostituirono pezzi puramente strumentali con altri cantati da noti artisti K-pop.

### Riprese

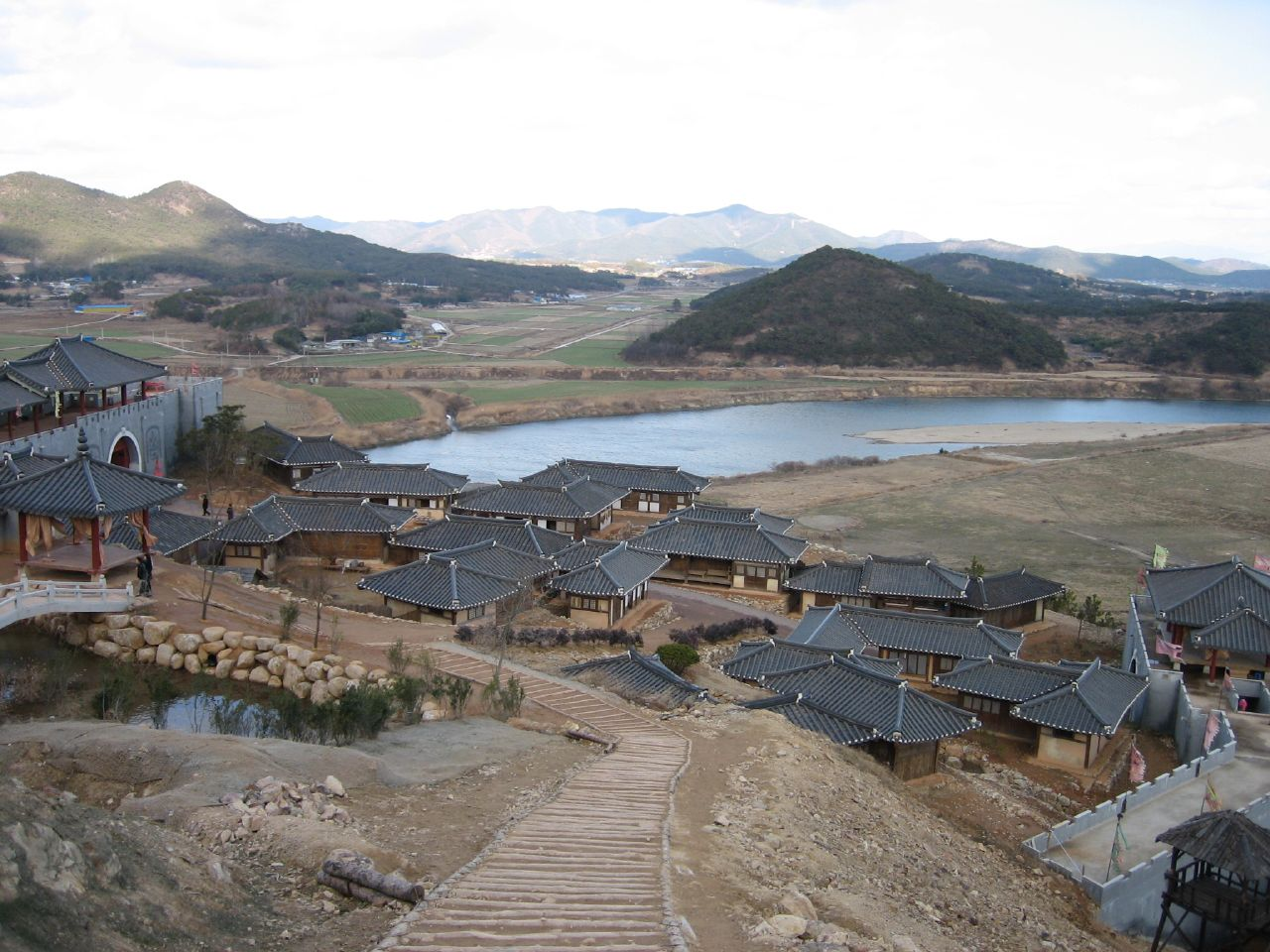
Il Yongin Daejanggeum Park, un set per le riprese di sageuk di proprietà della Munhwa Broadcasting Corporation.

Generalmente, un drama coreano inizia a essere trasmesso subito dopo aver girato i primi episodi, e le riprese degli altri avvengono di pari passo con la messa in onda televisiva. Questa procedura è molto popolare perché permette di modificare le sceneggiature in base alle opinioni dei telespettatori e al successo dello show, ma siccome i cambiamenti possono avvenire anche appena prima delle riprese causando ritardi nel montaggio, in alcuni casi ciò incide negativamente sulla qualità. Mentre in passato la produzione inviava due nastri al canale (uno per la trasmissione e uno di scorta), negli anni 2010 un episodio da 70 minuti poteva pervenire in nastri da 10 minuti alla volta perché il montaggio era ancora in corso: emblematico fu il caso di Jeondo-ui namja (2012), le cui sceneggiature furono continuamente modificate in base alle reazioni degli spettatori al punto che gli episodi vennero pronti in tempo per la messa in onda a malapena, e gli schermi si oscurarono per dieci minuti durante la trasmissione del diciannovesimo perché mancava il nastro. A causa dell'instabilità della sceneggiatura e delle riprese serrate, gli attori trascorrono lunghe ore sul set nell'attesa di ricevere le battute definitive e alcuni si sottopongono a fleboclisi contro la stanchezza.
Nel 2015, Tae-yang-ui hu-ye della KBS venne girato completamente prima della trasmissione perché le location si trovavano all'estero. Il suo enorme successo in Corea, ma soprattutto in Cina, portò altre emittenti a commissionare fiction pre-prodotte prima della messa in onda, perché per vendere i diritti di trasmissione in Cina era necessario che l'intero drama ottenesse preventivamente l'approvazione da parte dell'Amministrazione statale della stampa, dell'editoria, della radio, del cinema e della televisione. Nonostante la pre-produzione, a volte alcuni episodi vengono rimontati o rigirati il giorno stesso della trasmissione per riflettere i desideri del pubblico.

## Accoglienza
Gli studi accademici concordano che la popolarità dei drama coreani in Asia, dove la hallyu è iniziata, è causata soprattutto dai valori confuciani in essi contenuti (come il rispetto per gli anziani, la pietà filiale e l'orientamento alla famiglia) e con i quali i telespettatori possono facilmente identificarsi per vicinanza culturale, anche se tale interpretazione potrebbe rappresentare un'eccessiva generalizzazione. L'enfasi sulle relazioni familiari e i conflitti emotivi contribuisce anche all'apprezzamento dei drama in America Latina e Medio Oriente. Forza trainante della loro popolarità è il coinvolgimento dei fan: grazie al fatto che vengono girati di pari passo con la loro trasmissione, gli spettatori che parlano coreano hanno l'opportunità di partecipare alla loro creazione presentando lamentele e suggerimenti, spesso tenuti in conto dagli studi di produzione. I telespettatori che non parlano coreano, invece, sono maggiormente coinvolti negli aspetti relativi al consumo, condividendo recensioni e riassunti sulle reti sociali, disseminandoli tra amici e conoscenti grazie al passaparola, e influenzando la popolarità di determinate serie rispetto ad altre. I fan occidentali sono attirati prevalentemente dagli elementi culturali e strutturali, apprezzando la minore quantità di sessualità e violenza contenuta nei drama coreani rispetto alle serie dei loro Paesi d'origine, e le storie "più sicure, più conservatrici e basate sulle relazioni". Essi possono quindi essere considerati "cosmopoliti pop" che cercano esperienze culturali alternative nei media provenienti da contesti culturali diversi. Secondo alcune interpretazioni, i drama coreani rappresentano per i fan occidentali una temporanea via di fuga verso un mondo di fantasia dove sperimentare storie romantiche innocenti e rispettose, in particolare per il pubblico femminile. Alcuni spettatori attribuiscono ai drama una qualità terapeutica generata dall'affinità affettiva con i personaggi e le storie raccontate.